# 熊本市交通局
熊本市交通局（日语：／ Kumamoto-shi Kōtsūkyoku */?）是日本熊本縣熊本市的一家地方公營企業，現在運行有熊本市電，總部位於中央區大江5丁目。另外，熊本市交通局也曾經營有市内公交業務，但已經在2015年（平成27年）3月31日廢除。

## 熊本市電

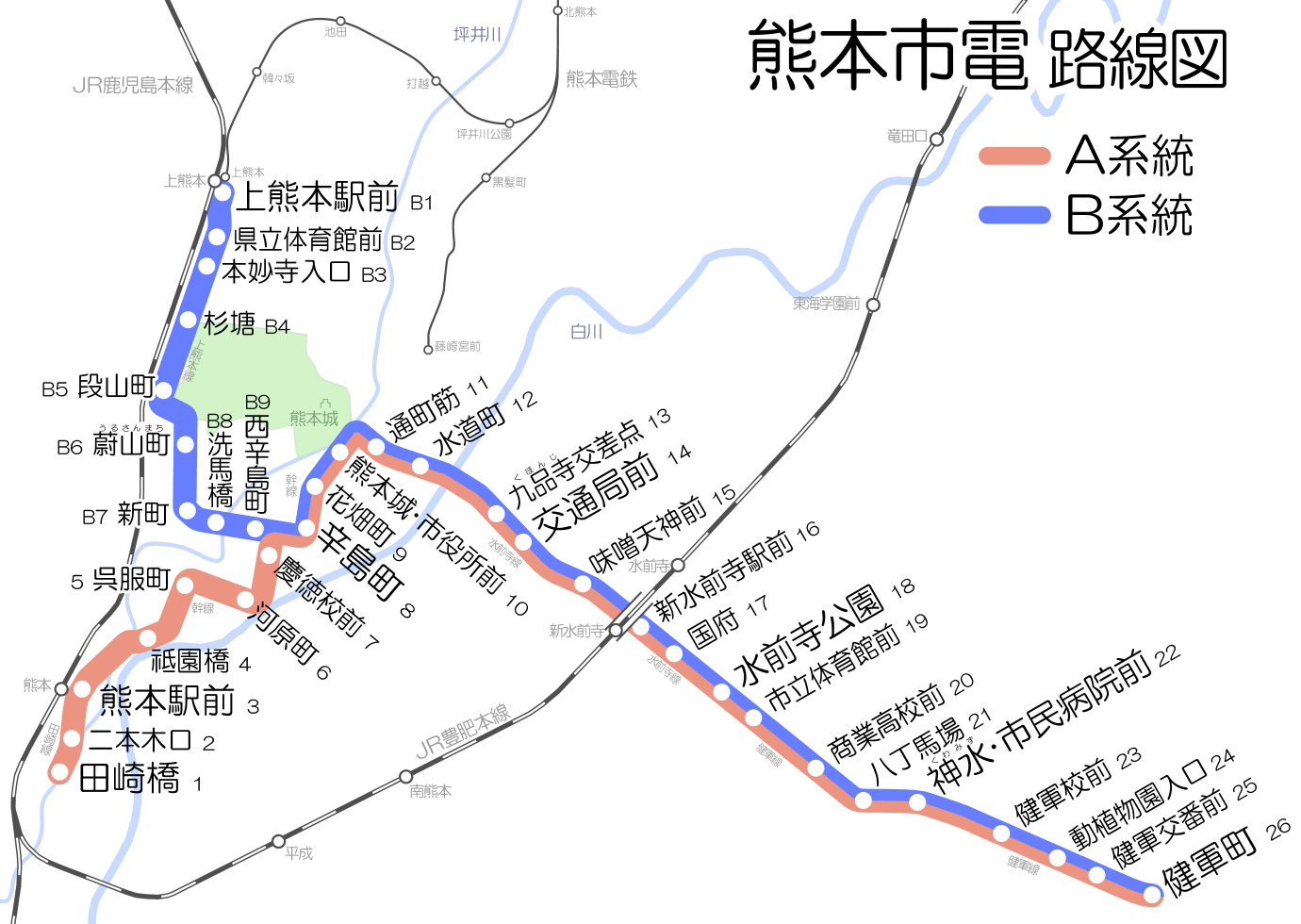
熊本市電的路線圖

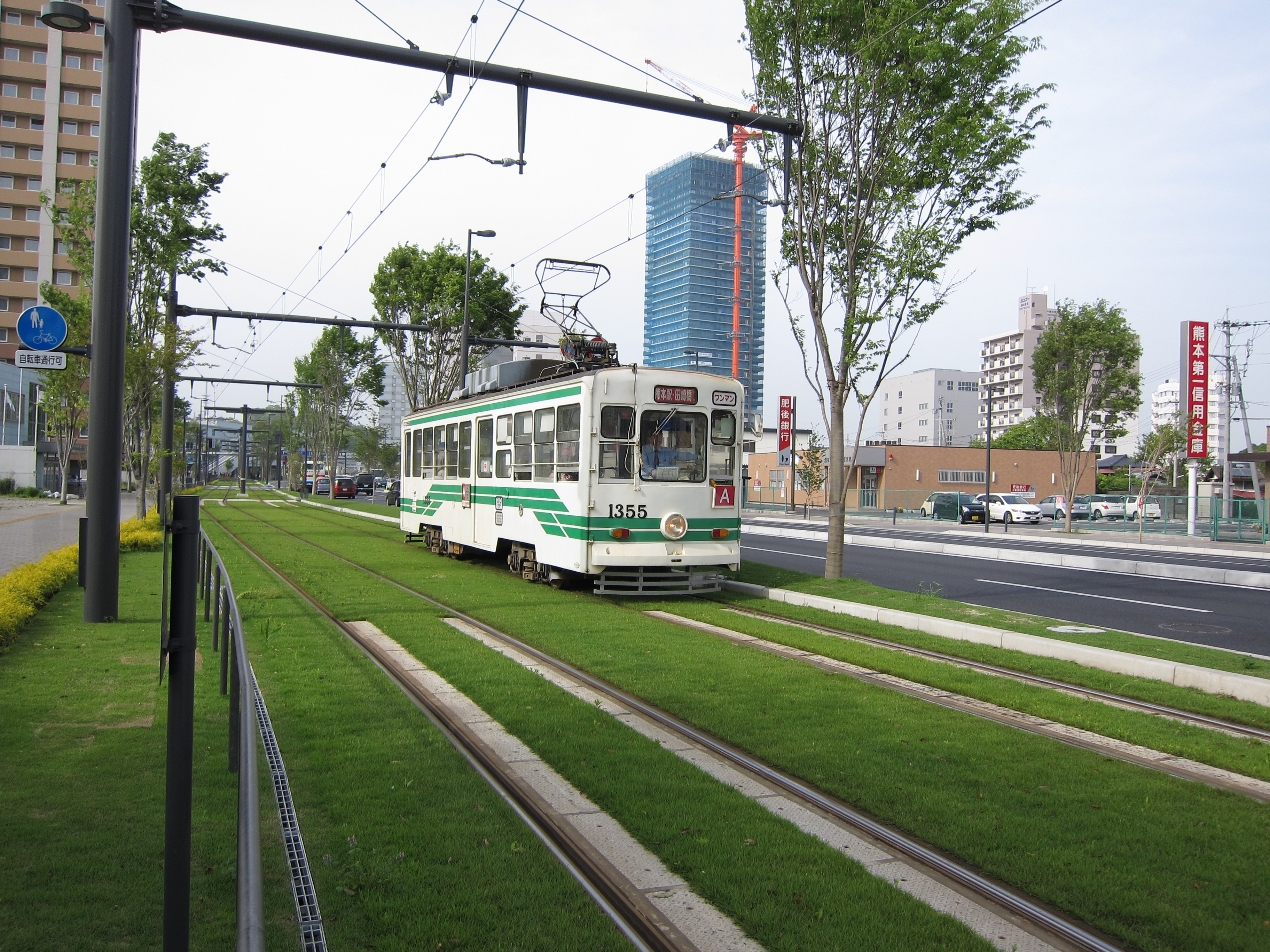
已綠化區間的市電（二本木口電停附近）

### 現有路線
熊本市電共有5條路線，2條運輸系統。洗馬橋至新町之間為專用路軌區間，其他區間為共用路軌區間。另外，熊本站前至田崎橋是綠化區間。軌距全線為1435毫米（標準軌。廢止路線中只有百貫線是1067毫米）。除了田崎橋電車站附近和健軍町電車站外，所有路段都是雙線鐵路。現時熊本市電全線電氣化，使用直流氣600伏特供電。車廠位於上熊本，從前於大江之交通局旁也有車廠和留置線。
路線
- 幹線（熊本駅前 - 水道町）
- 水前寺線（水道町 - 水前寺公園）
- 健軍線（水前寺公園 - 健軍町）
- 上熊本線（辛島町 - 上熊本）
- 田崎線（熊本站前 - 田崎橋）

運輸系統
- ■A系統（通稱：A Line）〈紅〉（田崎橋 - 熊本站前 - 辛島町 - 水道町 - 水前寺公園 - 健軍町）
- ■B系統（通稱：B Line）〈藍〉（上熊本 - 辛島町 - 水道町 - 水前寺公園 - 健軍町）

### 乗車人員
在熊本市電所有電車站中，以下為最多人使用的電車站頭五名，並列出1日平均乘車人次（2015年度）。
| 排名 | 電車站       | 乘車人員（人） |
| ---- | ------------ | -------------- |
| 1    | 熊本站前     | 4,073          |
| 2    | 通町筋       | 3,850          |
| 3    | 健軍町       | 3,542          |
| 4    | 新水前寺站前 | 2,559          |
| 5    | 辛島町       | 2,556          |